# DDR-Oberliga 1986-1987
L'edizione 1986-87 della DDR-Oberliga è stato il quarantesimo campionato di calcio di massimo livello in Germania Est.

## Avvenimenti

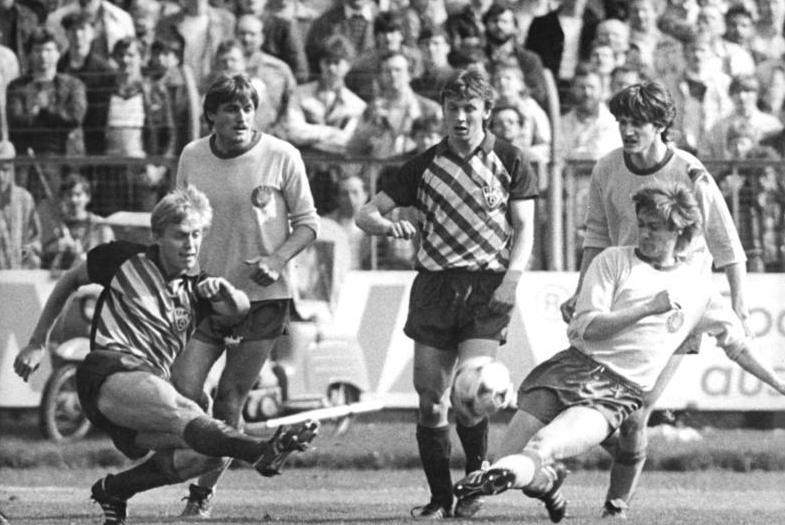
Fase di gioco dell'incontro tra Lokomotive Lipsia e Dinamo Berlino dell'11 aprile 1987, scontro diretto al vertice conclusosi con il risultato di 3-1 per il club della capitale.

Il torneo, svoltosi tra il 16 agosto 1986 e il 6 giugno 1987, vide per la nona volta consecutiva la vittoria finale della Dinamo Berlino, che si laureò campione della Germania Est in anticipo sulla fine del torneo, concludendo a +6 sulla seconda classificata, la Dinamo Dresda, subentrata nelle ultime giornate ad un Lokomotive Lipsia calato (anche a causa degli impegni in Coppa delle Coppe in cui la squadra raggiunse la finale) dopo aver a lungo lottato per il titolo. Con una giornata di anticipo si decisero anche i verdetti in chiave europea: ottennero la qualificazione per la Coppa UEFA la Dinamo Dresda e il Wismut Aue, quest'ultima beneficiaria della posizione lasciata libera dal Lokomotive Lipsia, vincitore della coppa nazionale.
All'ultimo turno furono invece decisi i verdetti in chiave retrocessione: perdendo contro il Rot-Weiss Erfurt il Fortschritt Bischofswerda si fece superare dall'Energie Cottbus che però non riuscì ad uscire dalla zona retrocessione a causa della peggiore differenza reti nei confronti dello Stahl Riesa, che pareggiò contro un Lokomotive Lipsia ormai senza più velleità.

## Classifica finale
|  |     | DDR-Oberliga 1986-87      | Pt | G  | V  | N  | P  | GF | GS | DR  |
|  | --- | ------------------------- | -- | -- | -- | -- | -- | -- | -- | --- |
|  | 1.  | BFC Dynamo                | 42 | 26 | 19 | 4  | 3  | 59 | 20 | +39 |
|  | 2.  | Dinamo Dresda             | 36 | 26 | 13 | 10 | 3  | 52 | 24 | +28 |
|  | 3.  | Lokomotive Lipsia         | 34 | 26 | 13 | 8  | 5  | 34 | 22 | +12 |
|  | 4.  | Wismut Aue                | 32 | 26 | 12 | 8  | 6  | 40 | 26 | +14 |
|  | 5.  | Magdeburgo                | 28 | 26 | 11 | 6  | 9  | 42 | 32 | +10 |
|  | 6.  | Carl Zeiss Jena           | 28 | 26 | 10 | 8  | 8  | 32 | 31 | +1  |
|  | 7.  | Rot-Weiß Erfurt           | 24 | 26 | 7  | 10 | 9  | 33 | 33 | 0   |
|  | 8.  | Karl-Marx-Stadt           | 24 | 26 | 6  | 12 | 8  | 27 | 34 | -7  |
|  | 9.  | Stahl Brandeburgo         | 23 | 26 | 7  | 9  | 10 | 27 | 34 | -7  |
|  | 10. | Vorwärts Francoforte      | 21 | 26 | 6  | 9  | 11 | 23 | 32 | -9  |
|  | 11. | Union Berlino             | 19 | 26 | 6  | 7  | 13 | 26 | 52 | -26 |
|  | 12. | Stahl Riesa               | 18 | 26 | 6  | 6  | 14 | 29 | 39 | -10 |
|  | 13. | Energie Cottbus           | 18 | 26 | 7  | 4  | 15 | 19 | 45 | -26 |
|  | 14. | Fortschritt Bischofswerda | 17 | 26 | 6  | 5  | 15 | 25 | 44 | -19 |

### Verdetti
- Dinamo Berlino campione della Germania Est 1986-87. Qualificato in Coppa dei Campioni 1987-88.
- Lokomotive Lipsia qualificata in Coppa delle Coppe 1987-88
- Dinamo Dresda, Wismut Aue qualificate in Coppa UEFA 1987-88
- Energie Cottbus e Fortschritt Bischofswerda retrocesse in DDR-Liga.

## Record

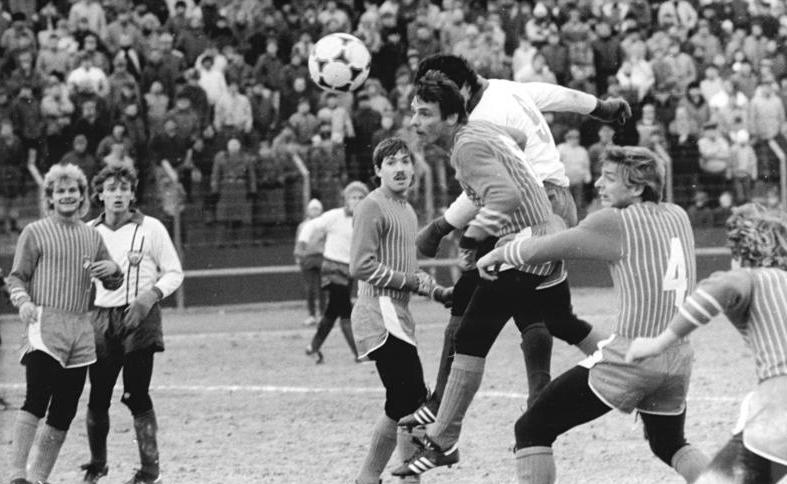
Frank Pastor, capocannoniere del campionato, svetta sulla difesa del Rot-Weiß Erfurt.

### Capoliste solitarie
- 2ª-3ª giornata:  Carl Zeiss Jena
- 5ª-6ª giornata:  BFC Dynamo
- 7ª-8ª giornata:  Lokomotive Lipsia
- 9ª-15ª giornata:  BFC Dynamo
- 20ª-26ª giornata:  BFC Dynamo

### Club
- Maggior numero di vittorie:  BFC Dynamo (19)
- Minor numero di sconfitte:   BFC Dynamo e  Dinamo Dresda (3)
- Migliore attacco:  BFC Dynamo (59 reti fatte)
- Miglior difesa:  BFC Dynamo (20 reti subite)
- Miglior differenza reti:  BFC Dynamo (+39)
- Maggior numero di pareggi:  Karl-Marx-Stadt (12)
- Minor numero di pareggi:  BFC Dynamo e  Energie Cottbus (4)
- Maggior numero di sconfitte:  Energie Cottbus e  Fortschritt Bischofswerda (15)
- Minor numero di vittorie:  Karl-Marx-Stadt,  Vorwärts Francoforte,  Union Berlino,  Stahl Riesa e  Fortschritt Bischofswerda (6)
- Peggior attacco:  Stahl Riesa e  Energie Cottbus (18 reti fatte)
- Peggior difesa:  Fortschritt Bischofswerda (44 reti subite)
- Peggior differenza reti:  Union Berlino e  Energie Cottbus (-26)

### Classifica cannonieri
|  | Gol | Marcatore       | Squadra       |
|  | --- | --------------- | ------------- |
|  | 17  | Frank Pastor    | BFC Dynamo    |
|  | 15  | Jens Pfahl      | Stahl Riesa   |
|  | 14  | Ralf Minge      | Dinamo Dresda |
|  | 12  | Christian Backs | BFC Dynamo    |
|  | 11  | Ulf Kirsten     | Dinamo Dresda |
|  | 11  | Andreas Thom    | BFC Dynamo    |